# Egira melaleuca
Egira melaleuca là một loài bướm đêm trong họ Noctuidae.